# THE BLACK MASS FINAL 3 NIGHTS
『THE BLACK MASS FINAL 3NIGHTS』（ザ・ブラック・マス・ファイナル・3ナイツ）は、聖飢魔IIの第十八教典でD.C.2年（2000年）3月8日に発布された、ミサ教典（ライブ盤）としては1992年の『LIVE! BLACKMASS IN LONDON』以来2枚目となる大教典。

## 概要
1999年12月29日、30日、31日に東京ベイNKホールで行われたラストライブこと究極の黒ミサ THE ULTIMATE BLACK MASS（解散ミサ）の模様の一部を収録。聴きどころを本作に、観どころをビデオ作品『活動絵巻 THE BLACK MASS FINAL 3NIGHTS』（2000年3月23日発布）に収録とされる。
ビデオ作品については上記のダイジェスト版『活動絵巻 THE BLACK MASS FINAL 3NIGHTS』の他に3公演をノーカットで収録した『THE ULTIMATE BLACK MASS [COMPLETE]』があり、両者ともVHSとDVDの2つのフォーマットでリリースされている（完全版は限定生産品）。

## 収録曲

### DISC I
1. 聖飢魔IIミサ曲第II番「創世紀」（作曲:ダミアン浜田、編曲: 聖飢魔II）
2. REVOLUTION HAS COME（作詞:デーモン小暮、作曲:Sgt. ルーク篁III世、編曲: 聖飢魔II、松崎雄一）
3. BIG TIME CHANGES（作詞:ジャンキー・モンキー・ベイビーズ、作曲:エース清水、編曲: 聖飢魔II）
4. GO AHEAD!（作詞・作曲:Sgt. ルーク篁III世、編曲:聖飢魔II、松崎雄一）
5. ARCADIA（作詞:デーモン小暮、作曲:ライデン湯沢、編曲:聖飢魔II、ジョーリノイエ、鈴川真樹）
6. OVERTURE 〜 WINNER!（作詞:デーモン小暮、作曲:Sgt. ルーク篁III世、編曲: 聖飢魔II、土橋安騎夫）
7. BURNING BLOOD（作詞デーモン小暮、エース清水、作曲: エース清水、編曲: 聖飢魔II）
8. 野獣（作詞・作曲:ダミアン浜田、編曲: 松崎雄一）
9. FIRE AFTER FIRE（作詞:デーモン小暮、作曲:ジェイル大橋、編曲: 聖飢魔II）
10. GLORIA GLORIA（作詞・作曲:Sgt. ルーク篁III世、編曲:聖飢魔II、松崎雄一）
11. 秘密の花園（作詞: デーモン小暮、作曲: ジェイル大橋、編曲: 聖飢魔II）
12. 地獄の皇太子（作詞・作曲:デーモン小暮、編曲:聖飢魔II）

### DISC II
1. GREAT DEVOTION（作詞・作曲:Sgt. ルーク篁III世、編曲: 松崎雄一）
2. エガオノママデ（作詞・作曲:Sgt. ルーク篁III世、編曲:聖飢魔II、ジョーリノイエ、鈴川真樹）
3. 空の雫（作詞:デーモン小暮、ジョーリノイエ、作曲:Sgt. ルーク篁III世、ジョーリノイエ、編曲:聖飢魔II、ジョーリノイエ、鈴川真樹）
4. 真昼の月 〜MOON AT MID DAY〜（作詞:デーモン小暮、Sgt. ルーク篁III世、作曲:Sgt. ルーク篁III世、松崎雄一、編曲: 聖飢魔II、松崎雄一）
5. STAINLESS NIGHT（作詞: デーモン小暮、作曲:エース清水、編曲: 聖飢魔II）
6. SAVE YOUR SOUL 〜美しきクリシェに背をむけて〜（作詞・作曲:Sgt. ルーク篁III世、編曲: 聖飢魔II、松崎雄一）
7. 蠟人形の館（作詞・作曲: ダミアン浜田、編曲:聖飢魔II）
8. MASQUERADE（作詞・作曲:Sgt. ルーク篁III世、編曲:聖飢魔II、ジョーリノイエ、鈴川真樹）
9. サクラちってサクラ咲いて（作詞:デーモン小暮、作曲:エース清水、編曲:聖飢魔II、ジョーリノイエ、鈴川真樹）
10. HOLY BLOOD 〜闘いの血統〜（作詞・作曲:Sgt. ルーク篁III世、編曲: 松崎雄一）
11. 1999 SECRET OBJECT（作詞: デーモン小暮、作曲: Sgt. ルーク篁III世、編曲: 聖飢魔II、松崎雄一）
12. OVERTURE 〜 BAD AGAIN 〜美しき反逆〜（作詞:デーモン小暮、作曲:Sgt. ルーク篁III世、編曲: 聖飢魔II、松崎雄一）
13. EL. DORADO（作詞:デーモン小暮、作曲:デーモン小暮、紫馬肥、編曲: 聖飢魔II）

- 1999.Dec.29. THEATRICAL DAY - DISC I M1-M6
- 1999.Dec.30. THE SATAN ALL STARS' DAY - DISC I M7-M11
- 1999.Dec.31. THE DOOMSDAY - DISC I M12 & DISC II

## 関連活動絵巻教典（ビデオ）
- 活動絵巻 THE BLACK MASS FINAL 3NIGHTS (D.C.2年(2000年)3月23日発布)
- BACK STAGE OF 聖飢魔II 〜ウラビデオ〜 (D.C.2年(2000年)7月26日発布)
- THE ULTIMATE BLACK MASS [COMPLETE] (D.C.2年(2000年)11月8日発布)

## 演奏者（ブックレット上の表記に準ずる）
- DEMON KOGURE - VOCALS, HORAFUKI
- ACE SHIMIZU - GUITARS, CHORUS
- Sgt. LUKE TAKAMURA III - GUITARS, CHORUS
- XENON ISHIKAWA - BASS, CHORUS
- RAIDEN YUZAWA - DRUMS, CHORUS

- KAIJIN MATSUZAKI SAMA - KEYBOARDS, SYNTHESIZER PROGRAMMING, CHORUS, CO-PRODUCE

- HIS MAJESTY DAMIAN HAMADA - GUITAR (DISC I-M8)
- ZOD HOSHIJIMA - BASS (DIS I-M8)
- ZEED IIJIMA - DRUMS (DISC I-M8
- JAIL O-HASHI - GUITAR (DISC I-M9, M11)
- WRECTOR. H - KEYBOARDS (DISC I-M8, M11)